# Хантингтон Бич
Хантингтон Бич (енгл. Huntington Beach) град је у америчкој савезној држави Калифорнија. По попису становништва из 2010. у њему је живело 189.992 становника.

## Демографија
Према попису становништва из 2010. у граду је живело 189.992 становника, што је 398 (0,2%) становника више него 2000. године.
|                   | 2010.            | 2000.            |
| Укупно            | 189 992 (100,0%) | 189 594 (100,0%) |
| Белци             | 127 640 (67,18%) | 136 237 (71,86%) |
| Хиспаноамериканци | 32 411 (17,06%)  | 27 798 (14,66%)  |
| Азијати           | 21 070 (11,09%)  | 17 709 (9,340%)  |
| Остали            | 7 058 (3,715%)   | 6 323 (3,335%)   |
| Афроамериканци    | 1 813 (0,954%)   | 1 527 (0,805%)   |